# Trophée des Flandres
Le Trophée des Flandres (Trofee van Vlaanderen) est une course cycliste belge disputée en été à Reninghelst, dans la province de Flandre-Occidentale (Région flamande). Créée en 1974,, elle est organisée par le Koninklijke Wielerclub Bergdal.
Cette compétition est réservée aux cyclistes juniors (moins de 19 ans). Elle fait partie du calendrier international de l'UCI depuis 2019.

## Palmarès
| Année | Vainqueur             | Deuxième                   | Troisième               |
| ----- | --------------------- | -------------------------- | ----------------------- |
| 1974  | Eddy Schepers         | Dirk Heirweg               | Alex Vrindts            |
| 1975  | Ludo Engelen          | Pol Mattheus               | Ignace Planckaert       |
| 1976  | Rudy Matthijs         | Patrick Versluys           | Jan Blomme (nl)         |
| 1977  | Jan Blomme (nl)       | Eddy Degraeve              | Michel Monpaey          |
| 1978  | Luc Meersman          | Marino Sabbe               | Dirk Demol              |
| 1979  | Rudy Patry            | Marc Hufkens               | Johan Vertriest         |
| 1980  | Patrick Verplancke    | Freddy Brouckaert          | Luc Wallays             |
| 1981  | Corneille Daems (it)  | Patrick Verplancke         | Stefaan Viane           |
| 1982  | Johan Capiot          | Henk Saelen                | Franky Pattyn           |
| 1983  | Alex Vanderbeke       | Marnik Vansevenant         | Johan Bruyneel          |
| 1984  | Tom Cordes            | Luc Grossey                | Sven Vandevoorde        |
| 1985  | Patrick De Feyter     | Chris David                | Eddy Truyaert           |
| 1986  | Kristof Feys          | Patrick Rasch (nl)         | Marc Faas               |
| 1987  | Patrick Rasch (nl)    | Daniel Van Steenbergen     | Johan Lamote            |
| 1988  | Wilfried Nelissen     | Dominique Kindts           | Wim Vervoort            |
| 1989  | Guy Geerinckx         | Franky Van Poucke          | Franky Van Haesebroucke |
| 1990  | Werner Vandromme      | Christophe Van Vlierberghe | Peter Tates             |
| 1991  | Hendrik Van Dijck     | Max van Heeswijk           | Kristof Duyck           |
| 1992  | Ken Stewart           | Glenn D'Hollander          | Alex Arch               |
| 1993  | Tom Stremersch        | Thierry De Groote (nl)     | Nico Bilcke             |
| 1994  | Dieter Verleyen       | Kris De Coen               | Yves Vannitsen          |
| 1995  | Sven Spoormakers      | Wim Heselmans (nl)         | Björn Leukemans         |
| 1996  | Kristof Willems       | Koen Scherre               | Jef Peeters (de)        |
| 1997  | Kristof Gryson        | Kim Van Bouwel             | Kenny De Block          |
| 1998  | Wouter Van Mechelen   | Tom Boonen                 | Jurgen Van Goolen       |
| 1999  | Tommy Van de Gehuchte | Frank van Kuik (de)        | Michael Servranckx      |
| 2000  | Kevin De Weert        | Preben Van Hecke           | Johnny Hoogerland       |
| 2001  | Steven Peters         | William Grosdent           | Artūrs Ansons           |
| 2002  | Kai Reus              | Gianni Meersman            | Huub Duyn               |
| 2003  | Wim Botman            | Andrius Buividas           | Benoît Georges          |
| 2004  | Bram Deprez           | Philippe Legrand           | Willem De Greyt         |
| 2005  | Frederiek Nolf        | Dimitri Claeys             | Evaldas Šiškevičius     |
| 2006  | Gediminas Kaupas      | Sven Jodts                 | Edgaras Kovaliovas      |
| 2007  | Yannick Eijssen       | Willem Wauters             | Thomas Chamon           |
| 2008  | Darijus Džervus       | Rune van der Meijden       | Louis Verhelst          |
| 2009  | Joeri Stallaert       | Jasper Stuyven             | Tom Devriendt           |
| 2010  | Giorgio Derycke       | Kenneth Van Rooy           | Joren Touquet           |
| 2011  | Emiel Vermeulen       | Alistair Slater            | Amaury Capiot           |
| 2012  | Dries Van Gestel      | Seppe Verschuere           | Maxime Farazijn         |
| 2013  | Maxime De Poorter     | Dieter Verwilst            | Milan Menten            |
| 2014  | Julius van den Berg   | Jeroen Van den Berghe      | Alfdan De Decker        |
| 2015  | Bjorg Lambrecht       | Jari Snyers                | Célestin Leyman         |
| 2016  | Pieter Van de Water   | Sander De Pestel           | Lothar Verhulst         |
| 2017  | Oliver Robinson       | Cériel Desal               | Jarne Van Grieken       |
| 2018  | Luca Van Boven        | Milan Fretin               | Thomas Naudts           |
| 2019  | Leo Hayter            | Robert Donaldson           | Lewis Askey             |
| 2020  | non disputé           | non disputé                | non disputé             |
| 2021  | Mike Bronswijk        | Colby Simmons              | Tobias Klein            |
| 2022  | Jed Smithson          | Dylan Hicks                | Lars Vanden Heede       |
| 2023  | non-disputé           | non-disputé                | non-disputé             |
| 2024  | Nolan Huysmans        | Seth Dunwoody              | Aldo Taillieu           |
| 2025  | Mikołaj Legieć        | Arthur Alexandre           | Harry Speak             |